# Thomas Rørdam (præst)
 Der er flere personer med dette navn, se Thomas Rørdam.
Thomas Ludvig Rørdam (født 11. maj 1836 på Harboøre, død 30. oktober 1894 i Gamtofte) var en dansk præst, broder til Hans Kristian Rørdam, brodersøn af Hans Christian og Peter Rørdam, søstersøn af Vilhelm Birkedal.
12 år gammel kom Rørdam, da faderen var blevet forflyttet til Undløse og Søndersted på Sjælland, i Roskilde Katedralskole, og fra den blev han dimitteret til universitetet 1854.
1861 blev han teologisk kandidat, og 1863 ægtede han Clara Sophie Clausen, datter af præsten Emil Theodor Clausen. Det nygifte par tog bolig i Stege, hvor Rørdam, under præsten F.E. Boisens ægide, havde åbnet en privat skole.
Han var tillige en flittig medarbejder ved Boisens Budstikke, og enkelte af hans bidrag til dette tidsskrift (navnlig den varmtfølte artikel Hvad Kirkeklokken nu fortæller, 15. december 1864) vakte stor påskønnelse.
Virksomheden i Stege fik imidlertid en brat afslutning, da brystsvaghed nødte ham til allerede i efteråret 1865 ved venners hjælp at søge helbredelse i syden. Opholdet i Italien skaffede ham dog ikke sundheden tilbage.
Først ved en energisk diæt blev han så rask, at han 1868 kunne overtage et kapellani i Reerslev på Sjælland. 5 år efter blev han sognepræst i Norup på den fynske slette; 1879 blev han forflyttet til Vejlø og 1892 til Gamtofte.
Rørdam var en irenisk natur, der på forskellig vis, navnlig ved udgivelsen af Kirkebladet (siden 1877), stræbte at tilvejebringe forståelse imellem den grundtvigske retning og dens kirkelige modstandere, særlig den indre Mission.
Han var en varm ven af Bethesdamøderne og Santhalmissionen, og da det forenede Venstre var dannet, skrev han Vennebrev til Grundtvigianerne i "det forenede Venstre" (1874) for at drage sine meningsfæller bort fra en sammenslutning, der i hans øjne var en falsk alliance.
Det var en artikel af ham (i Dansk Kirketidende 1878, nr. 10), der vakte en langvarig fejde om Bjørnstjerne Bjørnsons stilling til kristendommen. Hans død forårsagedes af et hjerteonde, som i flere år havde lammet hans arbejde.